# Dōjin
Dōjin (Nhật: 同人 (đồng nhân) Hepburn: dōjin), thường được đọc là doujin, là một thuật ngữ tiếng Nhật cho một nhóm người hoặc bạn bè có chung sở thích, hoạt động, sở thích hoặc thành tích. Từ này đôi khi được dịch sang tiếng Anh là clique, fandom, coterie, society, hay circle (vd, "sewing circle"). Ở Nhật Bản, thuật ngữ này được sử dụng để chỉ các tác phẩm tự xuất bản nghiệp dư, như là manga, tiểu thuyết, hướng dẫn người hâm mộ, bộ sưu tập nghệ thuật, âm nhạc (Nhạc dōjin), anime và trò chơi video (Dōjin soft). Các tác phẩm in Dōjin được gọi chung là doujinshi.

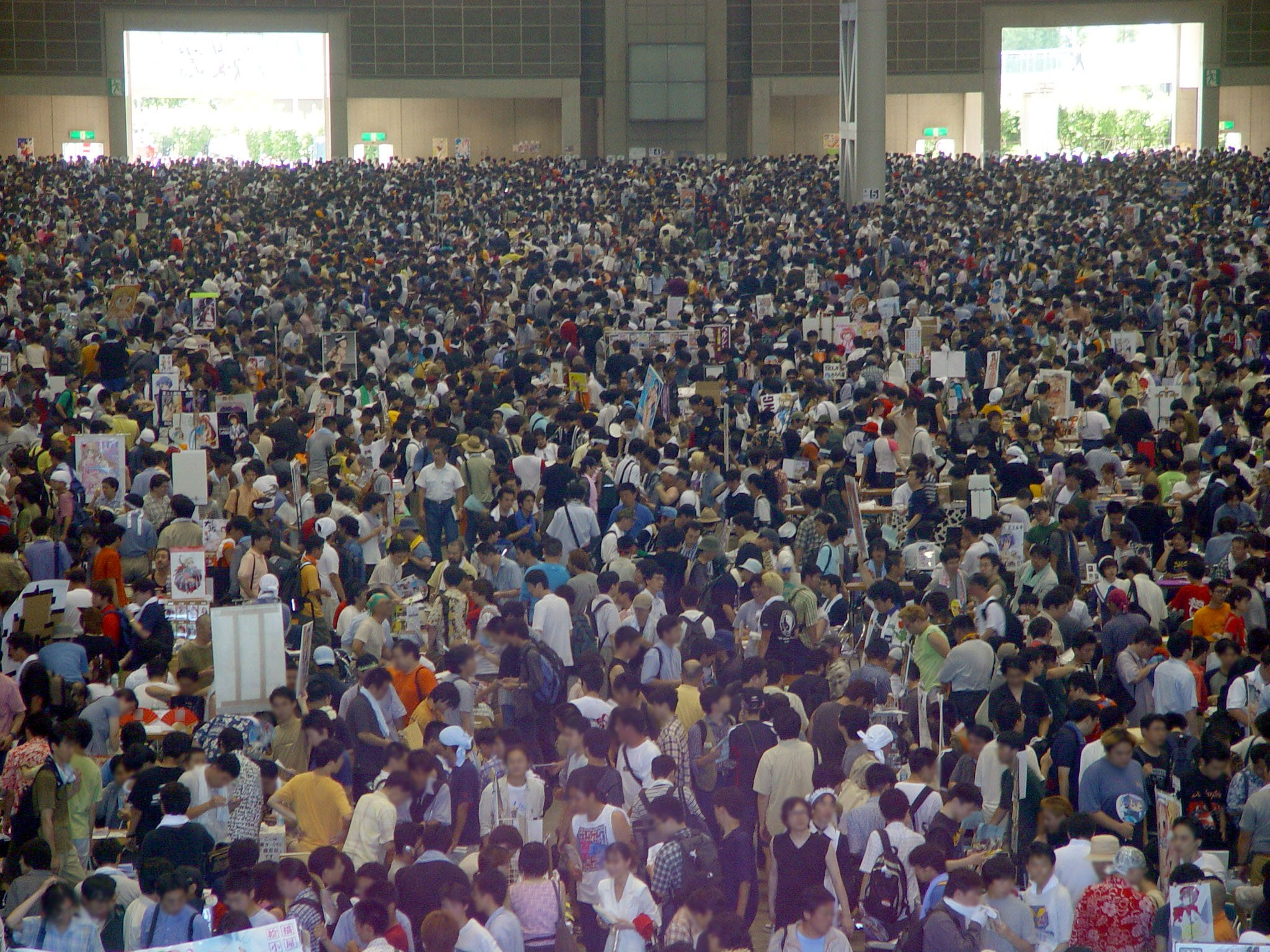
Comiket năm 2002, là địa điểm lớn nhất để bán các tác phẩm doujin.

Các tác phẩm dōjin thường là nghiệp dư và có tính chất phái sinh, mặc dù một số nghệ sĩ chuyên nghiệp tham gia vào văn hóa dōjin như một cách để xuất bản tài liệu bên ngoài ngành xuất bản thông thường.
Nghiên cứu hàng năm của cơ quan nghiên cứu Media Create chỉ ra rằng ngành công nghiệp otaku 1.65 tỉ $ vào năm 2007, các bản dōjin bán ra tới 48% (792 triệu$).

## Dōjin văn học
Dōjin văn học xuất hiện lần đầu trong thời kỳ Minh Trị khi các nhóm cùng chí hướng các nhà văn waka, nhà thơ và tiểu thuyết gia đã gặp và xuất bản tạp chí văn học (đến nay vẫn còn nhiều tạp chí trong số đó vẫn được xuất bản). Nhiều nhà văn hiện đại ở Nhật Bản đến từ Dōjin văn học này. Một ví dụ nổi tiếng là Ozaki Koyo, người đã để xã hội nhà văn Ken'yūsha rằng các tác phẩm được xuất bản lần đầu tiên ở dạng tạp chí vào năm 1885.

## Dōjin manga
Sau Thế chiến II dōjin bắt đầu xuất hiện ở Nhật Bản. Các họa sĩ truyện tranh như Shotaro Ishinomori (Kamen Rider, Cyborg 009) và Fujio Fujiko (Doraemon) hình thành các nhóm dōjin như là Phong trào Manga mới (新漫画党 Shin Manga-to) của Fujiko. Tại thời điểm này các nhóm dōjin được các nghệ sĩ sử dụng để ra mắt chuyên nghiệp. Điều này đã thay đổi trong những thập kỷ tới với các nhóm dōjin hình thành như các câu lạc bộ trường học và tương tự. Điều này lên đến đỉnh điểm vào năm 1975 với Comiket trong Tokyo.

## Dōjinngày nay
Người hâm mộ cuồng nhiệt của dōjin tham dự các hội nghị dōjin thường xuyên, hội nghị lớn nhất trong số đó được gọi là Comiket (portmanteau của "Comic Market") tổ chức vào mùa hè và mùa đông tại Tokyo Big Sight. Ở đây, hơn 20 mẫu Anh (81.000 m2) sản phẩm dōjin được những người tham dự mua, bán và giao dịch. Những người sáng tạo Dōjin dựa trên tài liệu của họ trên các tác phẩm của người sáng tạo khác thường xuất bản với số lượng nhỏ để duy trì cấu hình thấp từ vụ kiện. Điều này làm cho các sản phẩm của một nhà sáng tạo hoặc vòng tròn tài năng trở thành một mặt hàng được thèm muốn vì chỉ có người nhanh hay người may mắn mới có thể có được chúng trước khi chúng được bán hết.
Trong thập kỷ qua, thực hành sáng tạo dōjin đã mở rộng đáng kể, thu hút hàng ngàn người sáng tạo và người hâm mộ. Những tiến bộ trong công nghệ xuất bản cá nhân cũng thúc đẩy sự mở rộng này bằng cách làm cho nó dễ dàng hơn cho các nhà sáng tạo dōjin viết, vẽ, quảng bá, xuất bản và phân phối các tác phẩm của họ.

## Nhận thức phương Tây
Trong văn hóa phương Tây, dōjin thường được coi là phái sinh của các tác phẩm đã có, tương tự như fan fiction. Ở một mức độ nào đó, điều này là đúng: rất nhiều dōjin được dựa trên sêri manga, anime hay video game phổ biến. Tuy nhiên, nhiều dōjin vẽ nội dung sáng tạo mới cũng tồn tại. Trong số rất nhiều dōjin thể loại, dōjinshi (同人誌) được tiếp xúc nhiều nhất bên ngoài Nhật Bản, cũng như bên trong Nhật Bản, nơi mà dōjinshi theo truyền thống là phổ biến nhất và nhiều sản phẩm dōjin nhất.

## Các loại Dōjin
- Dōjinshi: manga. Một thể loại con như là dōjin CG (同人CG dōjin shījī?) cho thiết kế đồ hoạ.
- Dōjin phần mềm / dōjin trò chơi (同人ソフト / 同人ゲーム dōjin sofuto / dōjin gēmu?): trò chơi, phần mềm
- Dōjin âm nhạc (同人音楽 dōjin ongaku?): âm nhạc
- H dōjin (エッチ同人 etchi dōjin?), hay ero dōjin (エロ同人?), là một hình thức dōjin hoàn toàn là các vấn đề liên quan đến tình dục.